# Praina domnita
Praina domnita är en fjärilsart som beskrevs av William Schaus 1938. Praina domnita ingår i släktet Praina och familjen nattflyn. Inga underarter finns listade i Catalogue of Life.